# Elin Kolthoff
Elin Elisabeth Kolthoff, född 28 januari 1859 i Lungsund, Värmland, död 30 juni 1928 i Saltsjöbaden, var en svensk målare.
Hon var dotter till brukspatron Lars Johan Kolthoff och Christina Ferner, gift 1900 med brukspatron Johan Viktor Strömberg.
Hennes konst består av interiörmotiv och landskap i akvarell.